# Васо Бутозан
Васо Бутозан (Старчево, код Панчева, 5. децембар 1902 — Загреб, 14. мај 1974) био је српски ветеринар, политичар и академик.

## Биографија
Рођен је 1902. године у Старчеву код Панчева. Гимназију је завршио у Панчеву, након чега је уписао Ветеринарски факултет у Загребу. Тамо је и докторирао 1931. године. После тога је радио као асистент на Ветеринарском факултету, а од 1933. као директор Ветеринарског епидемиолошког одељења у Бањалуци, где је радио као бактериолог, серолог, епизоотиолог и хематолог. Маја 1941. године постао је члан Комунистичке партије Југославије.
Народноослободилачкој борби се придружио 1941. године. Током рата је био санитетски референт за Босанску крајину и касније за Први босански корпус НОВЈ, политички комесар, члан Председништва ЗАВНОБиХ-а и АВНОЈ-а. Од 1943. био је члан Обласног народноослободилачког одбора за Босанску крајину.
После рата, био је биран за посланика Савезне скупштине Југославије и Народне скупштине БиХ.
Од 1949. до 1950. био је редовни професор Пољопривредно-шумарског факултета у Сарајеву, а од 1950. редовни професор Ветеринарског факултета у Сарајеву. Од 1949. био је први ректор Универзитета у Сарајеву и први председник Академије наука и уметности БиХ. Године 1967. постао је дописни члан САЗУ. Био је редовни члан Академије наука у Њујорку, члан Сталне комисије Светског ветеринарског савеза и остало.
Био је председник Савеза друштава ветеринара Југославије, члан председништва Главног одбора ССРН БиХ, члан Председништва Главног одбора СУБНОР БиХ, члан Централног комитета СК БиХ и остало.
Умро је 14. маја 1974. године у Загребу.
Данас његово име носи Ветеринарски институт Републике Српске.

## Научни рад и одликовања
Објавио је веик број расправа, стручних и стручно-популарних чланака. Истраживао је узроке говеђе хематурије.
Носилац је Партизанске споменице 1941, Ордена народног ослобођења, Ордена заслуга за народ, Ордена братства и јединства и Ордена за храброст.